# پروکوپیس پاولوپولوس
پروکوپیس پاولوپولوس (یونانی: Προκόπης Παυλόπουλος؛ زادهٔ ۱۰ ژوئیهٔ ۱۹۵۰) یک وکیل، استاد دانشگاه و سیاست‌مدار اهل یونان است. وی از ۱۳ مارس ۲۰۱۵ تا ۱۳ مارس ۲۰۲۰ رئیس‌جمهور این کشور بود. او پیش از این وزیر کشور یونان بود. پروکوپیس پاولوپولوس به عنوان سیاستمداری محافظه کار شناخته می‌شود.